# Ranunculus suborbicularis
Ranunculus suborbicularis är en ranunkelväxtart som beskrevs av Dunkel. Ranunculus suborbicularis ingår i släktet ranunkler, och familjen ranunkelväxter. Inga underarter finns listade i Catalogue of Life.